# ادوارد میکائلیان
ادوارد بالابکی میکائلیان (ارمنی: Էդուարդ Բալաբեկի Միքայելյան؛ زادهٔ ۲۵ مهٔ ۱۹۵۰) ژیمناست اهل ارمنستان است.